# آنا ماريا تاناسي
آنا ماريا تاناسي (بالرومانية: Ana Maria Tănăsie)‏ مواليد 6 أبريل 1995 في هونيدوارا، رومانيا، هي لاعبة كرة يد رومانية تلعب كجناح أيسر. مثلت منتخب رومانيا لكرة اليد للسيدات. حققت المركز الثالث في بطولة العالم لكرة اليد للسيدات 2015.

## سجل المنافسة
شاركت في البطولات التالية:
- بطولة العالم لكرة اليد للسيدات 2015

## الإنجازات
- الدوري الروماني لكرة اليد للسيدات:
  - الفوز: 2014
  - الميدالية البرونزية: 2014

## روابط خارجية
- آنا ماريا تاناسي على موقع الاتحاد الأوروبي لكرة اليد (الإنجليزية)